# Edward B. Burdett
Edward Burke Burdett (10 tháng 3 năm 1921 – 18 tháng 11 năm 1967) là Chuẩn tướng Không quân Mỹ, một trong những sĩ quan cấp cao nhất của quân đội Mỹ thiệt mạng trong Chiến tranh Việt Nam. Burdett là chỉ huy Không đoàn Tiêm kích Chiến thuật 388. Trong lúc  đang lái chiếc F-105 Thunderchief, ông bị trúng tên lửa đất đối không SA-2 và buộc phải phóng ra ngoài. Burdett bị bắt làm tù binh khi vừa đặt chân xuống đất liền nhưng chết cùng ngày 18 tháng 11 năm 1967. Ông được chôn cất tại Nghĩa trang Quốc gia Arlington.